# Polystichum stimulans
Polystichum stimulans là một loài thực vật có mạch trong họ Dryopteridaceae. Loài này được (Kunze ex Mett.) Bedd. miêu tả khoa học đầu tiên năm 1865.